# Gramàtica del català antic
La Gramàtica del català antic és un projecte consistent a elaborar una gramàtica que descrigui la sintaxi i la morfologia del català antic. Abraça des dels primers documents en català (segle xii) fins al segle xvi. El projecte està liderat per la Universitat d'Alacant i la Universitat de València i compta amb l'ajut de la Universitat Autònoma de Barcelona pel que fa a la constitució del corpus informàtic, si bé hi participen professors de diverses universitats dels Països Catalans i d'altres països. L'estructura, la terminologia i el contingut té força paral·lelismes amb la Gramàtica del català contemporani; d'aquesta manera es podran fer comparacions entre el català antic i el català contemporani.